# Rąbiń

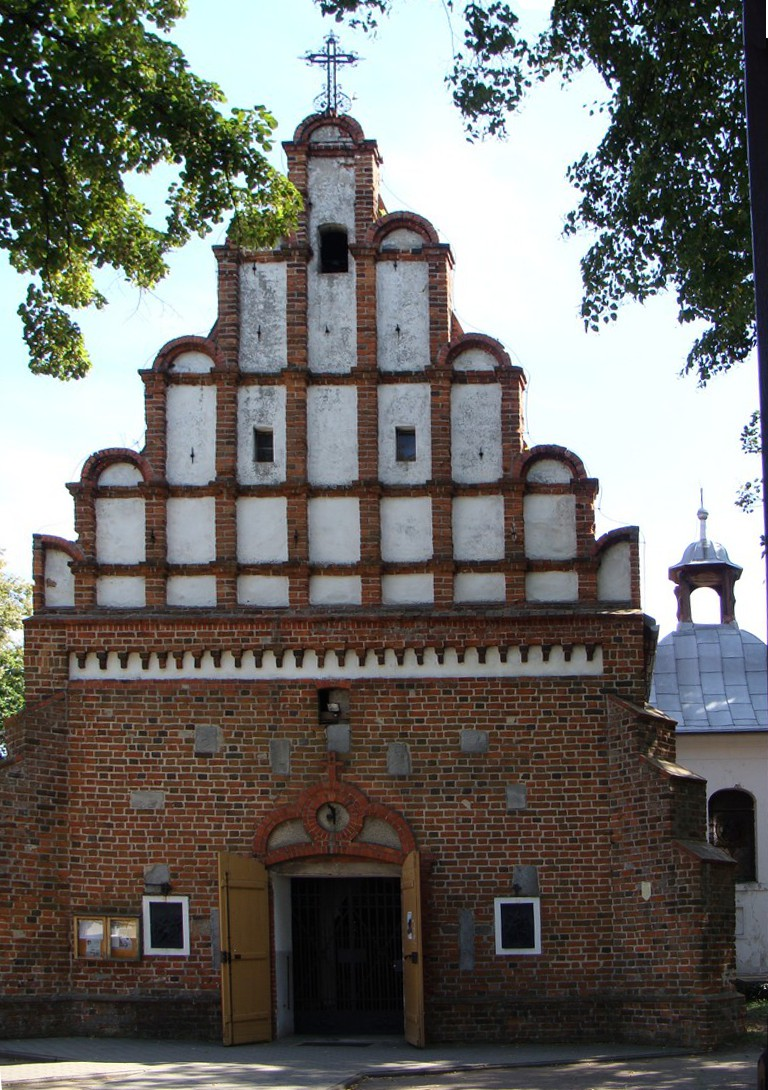
Rąbińer Kirche

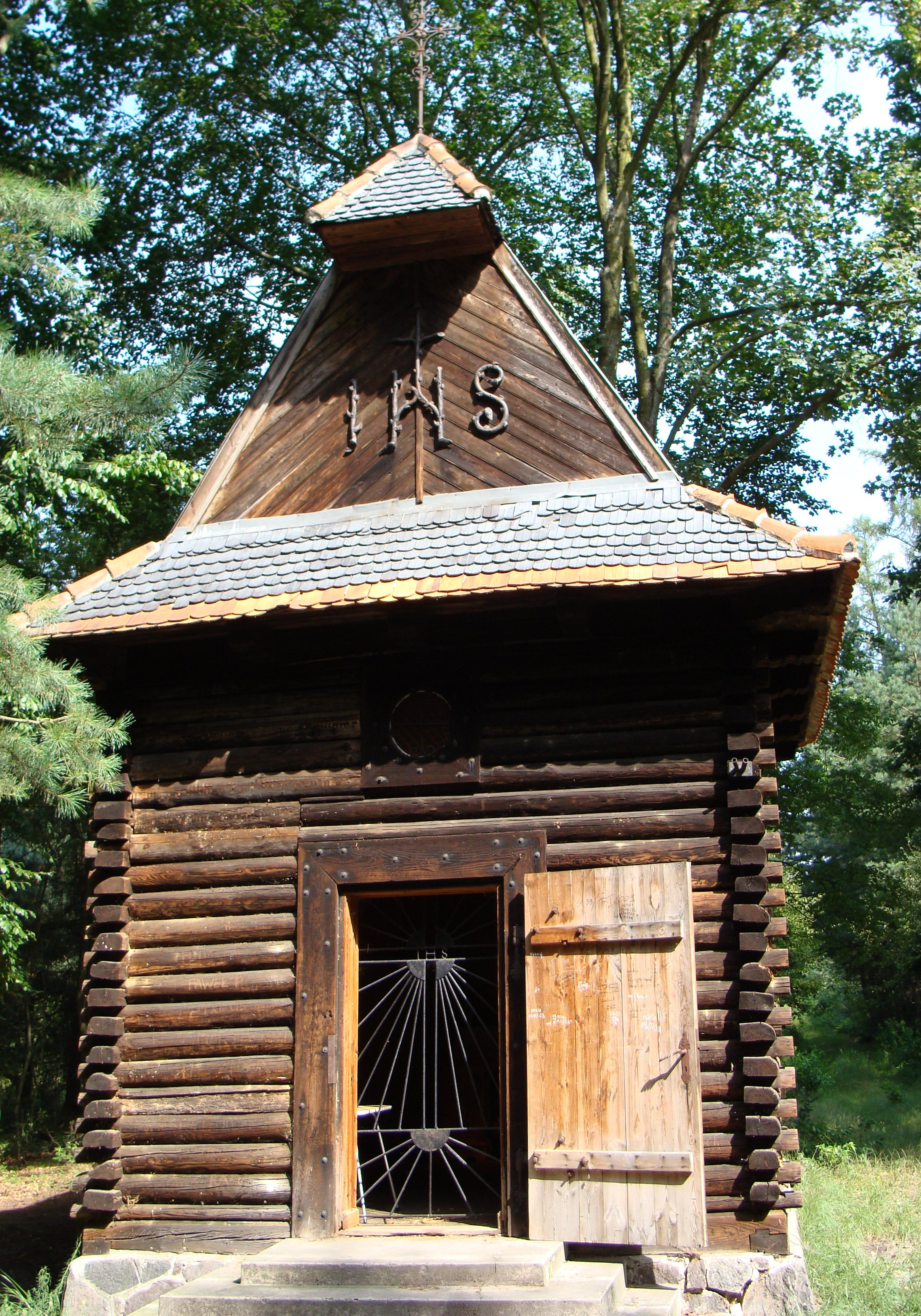
Kapelle im Rombiner Wald

Rąbiń (lat. Ranbino, deutsch Rombin, zwischen 1939 und 1945 Ackerrode) ist ein großpolnisches Dorf. Es gehört zur Gemeinde Krzywiń im Powiat Kościański.
Rąbiń ist zwischen Kreisstädten mit ähnlichen Wassertürmen gelegen; diese sind Śrem (15 km) und Kościan (18 km). Durch das Dorf führen der Großpolnische Jakobsweg (von Gnesen über Posen nach Glogau) und die EuroVelo-Route Nr. 9.

## Sehenswürdigkeiten
- St.-Peter-und-Paul-Kirche; in den Jahren 1610 bis 1648 erbaut, mit neugotischem Presbyterium aus dem 20. Jahrhundert
- Begräbnisplatz von Dezydery Chłapowski oder Joanna Grudzińska
- Kościuszko-Aufstand-Gedenkstein (auf Kościuszkoplatz)
- Waldkirche von 1910

## Kuriositäten
Seit 1933 gibt es einen Rombiner Weg in Berlin-Köpenick.